# إيمي كارون
إيمي كارون (بالإنجليزية: Amy Caron)‏ هي متزلجة لوحية أمريكية، ولدت في 2 نوفمبر 1984 في Castro Valley, California ‏ في الولايات المتحدة.